# Flood of tears

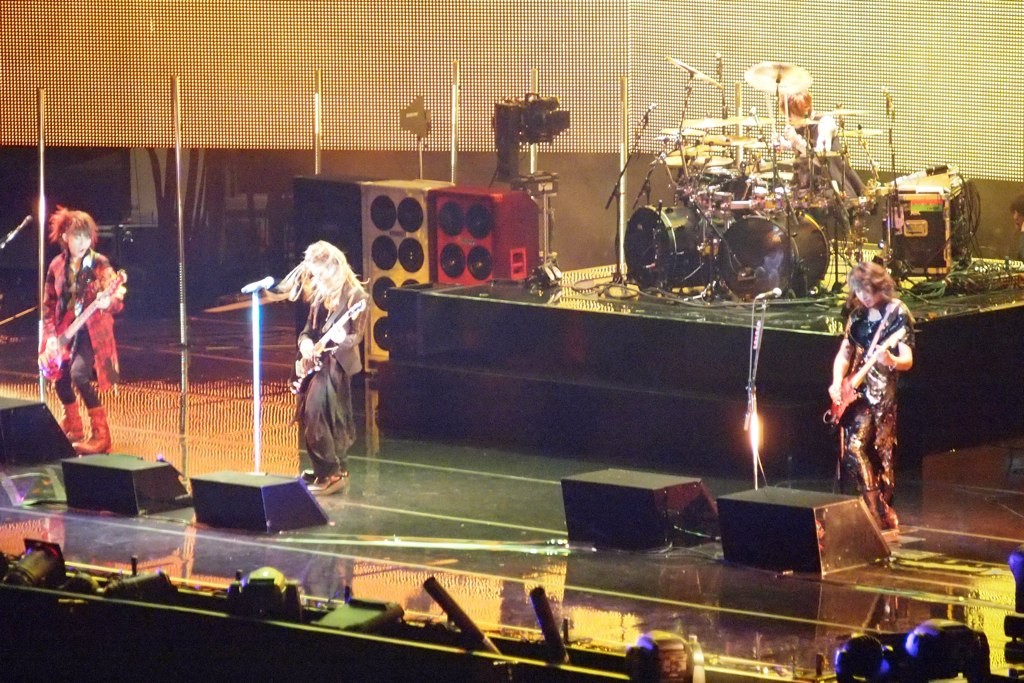

«Floods Of Tears» es el primer sencillo de L'Arc~en~Ciel como Indies —en donde aún estaba Pero como baterista— muy diferente a su versión del álbum DUNE por los matices de voz de Hyde. Fue limitado a 1000 copias en su lanzamiento por NIGHT GALLERY. 
| #  | Título          | Compuesta por:              |
| -- | --------------- | --------------------------- |
| 1. | Floods of Tears | hyde (letra) tetsu (música) |
| 2. | Yasouka         | hyde (letra) ken (música)   |

- Datos: Q2062192